# Phyllobrotica humeralis
Phyllobrotica humeralis es una especie de insecto coleóptero de la familia Chrysomelidae. Fue descrita en 1891 por Kraatz.